# Vetluga (město)
Vetluga (rusky Ветлуга) je město v Nižněnovgorodské oblasti v Ruské federaci. Při sčítání lidu v roce 2010 měla bezmála devět tisíc obyvatel.

## Poloha
Vetluga leží na pravém, západním břehu stejnojmenné řeky, přítoku Volhy. Od Nižního Novogordu, správního střediska oblasti, je vzdálena přibližně 230 kilometrů severovýchodně.

## Dějiny
První zmínka o osídlení na místě Vetlugy je z roku 1636. Městem je Vetluga od roku 1778.

### Rodáci
- Vasilij Vasiljevič Rozanov (1856–1919), filosof a spisovatel
- Lev Dmitrijevič Ševjakov (1889–1963), montanista